# Valour FC
Der Valour Football Club ist ein kanadischer Fußballklub aus Winnipeg in der Provinz Manitoba, der in der Canadian Premier League spielt.

## Geschichte
Als die CPL von der CSA im Mai 2017 erstmals beschlossen wurde, stand schon Winnipeg als einer von zwei bekannten Standorten für die Liga fest. Der Klub wurde von einer Besitzergruppe bestehend aus den CFL-Klubs Winnipeg Blue Bombers und Hamilton Tiger-Cats gegründet. Als CEO wurde Wade Miller bestimmt. Im Mai 2018 wurde mit Valour FC dann auch der finale Name des Klubs bekanntgegeben. Im Juni des Jahres wurde dann auch offiziell bekannt gegeben, dass der Klub im nächsten Jahr an der Liga teilnehmen wird.
Als erster Cheftrainer wurde Rob Gale eingestellt. Die erste Saison wurde noch in eine Frühjahr- und eine Herbst-Hälfte geteilt. Mit neun Punkten nach 10 Spieltagen positionierte man sich hier auf dem siebten und damit letzten Platz. Als eines der ausgewählten Teams, durfte man danach gegen zwei weitere Klubs aber noch einen Teilnehmer an der CONCACAF League 2019 ausspielen. Mit nur einem Sieg, landete man hier aber auch ganz hinten. Die Herbstsaison 2019 endete nach 18 weiteren Spieltagen für das Team dann mit 19 Punkten auf dem fünften Platz, was eine kleine Verbesserung war. 
Aufgrund der COVID-19-Pandemie wurde die Saison 2020 in einem anderen Modus gespielt. Hierbei schaffte man es nach sieben Spieltagen mit 8 Punkten nur auf den sechsten Platz, damit war hier die Saison schon wieder zu Ende. Die Spielzeit 2021 wurde dann wieder regulär ausgespielt. Aufgrund von einem möglichen erneuten Verpassen der Playoffs, trennte man sich Ende September aber von Gale als Cheftrainer und ersetzte ihn mit seinem Landsmann Phillip Dos Santos. Aber auch diesem gelang es nicht die tabellarische Situation in den nächsten Spielen zu verbessern, womit der Klub als fünfter die Playoffs um einen Zähler verpasste. Auch in der Spielrunde 2022 verpasste man erneut die Playoffs über den fünften Platz, wenngleich auch diesmal mit einem größeren Punkteabstand auf den Vierten.